# Malariaimpfstoff
Ein Malariaimpfstoff ist ein Impfstoff gegen Plasmodien, die Erreger der Malaria. Die Entwicklung von Malariaimpfstoffen stellt in der Forschung eine besondere Herausforderung dar, da Malariaerkrankungen in Menschen keine vollständige Immunität gegen weitere Erkrankungen hervorrufen. Die Strategie, Menschen  abgeschwächte oder tote Erreger zu injizieren, um eine Immunantwort auszulösen, ist somit deutlich weniger erfolgreich, als es bei etablierten Impfungen – wie zum Beispiel der Grippe oder Polio – der Fall ist.
Aktuell gibt es weltweit nur einen einzigen zugelassenen Malariaimpfstoff, genannt RTS,S. Die Effektivität des Impfstoffes ist zwar vergleichsweise niedrig, stellt aber dennoch einen wesentlichen Fortschritt dar und wurde deshalb 2015 von der Weltgesundheitsorganisation (WHO) für ein vorläufiges Impfprogramm empfohlen, welches 2019 in Ghana, Kenia und Malawi begann. Basierend auf den Pilotversuchen empfahl die WHO im Oktober 2021 die breite Anwendung des Vakzins RTS,S für den Kampf gegen Malaria. In Kamerun startete am 22. Januar 2024 die weltweit erste Impfkampagne gegen Malaria mit dem Impfstoff Mosquirix.

## Allgemeines

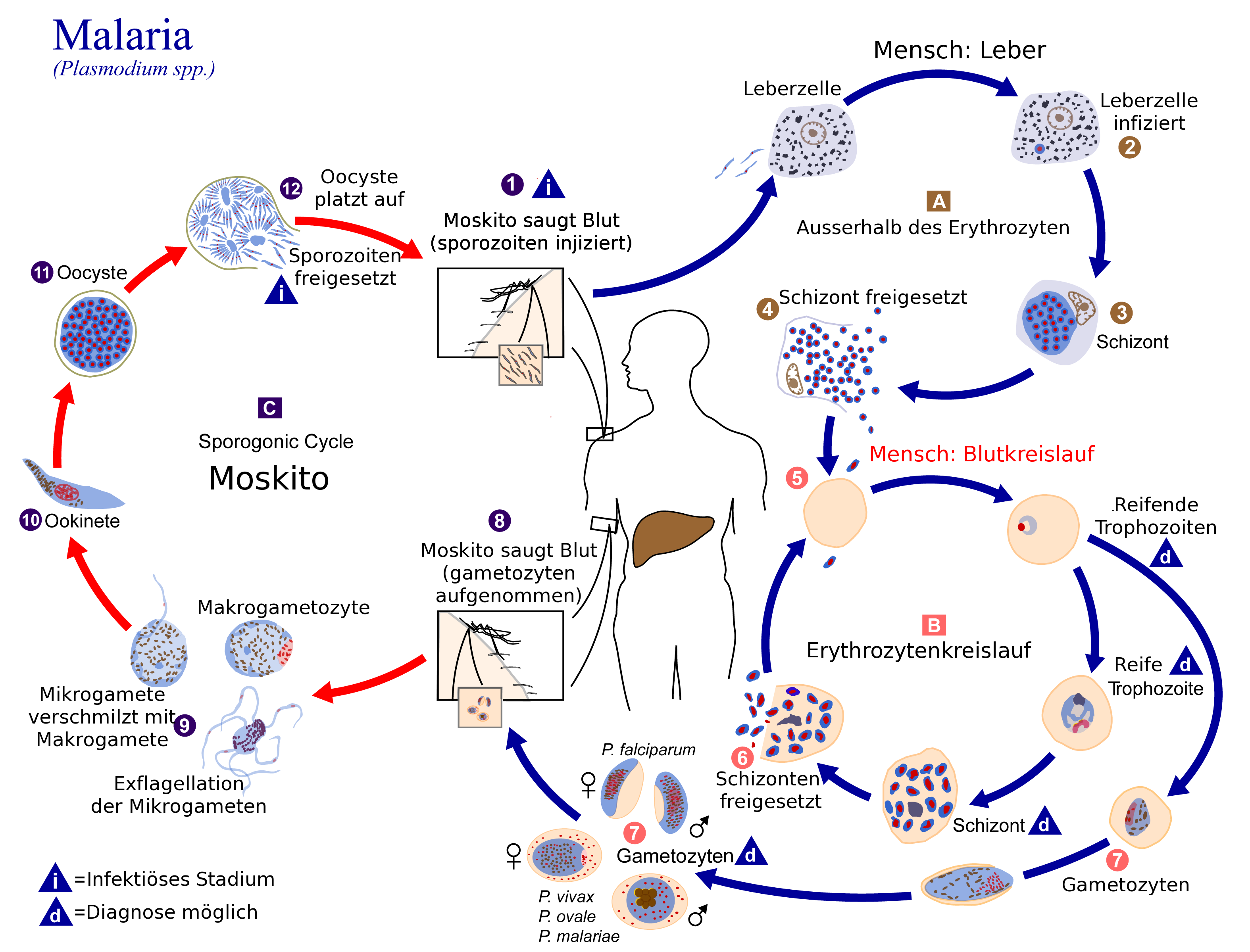
Lebenszyklus der Plasmodien in Mensch und Moskito. Präerythrozytäre Impfstoffe richten sich gegen den Erreger außerhalb der Erythrozyten (A), erythrozytäre dagegen innerhalb der Erythrozyten (B) und transmissionsblockierende Impfstoffe gegen die Parasiten im Mückenmagen (C).

Es werden vier für Menschen gefährliche Spezies von Malaria-Erregern unterschieden. Theoretisch müsste gegen jede Spezies ein eigener Impfstoff entwickelt werden. Da Plasmodium falciparum jedoch 80 % aller Erkrankungen und 90 % aller Todesfälle weltweit verursacht, konzentriert sich die Forschung vor allem auf diese Spezies.
Plasmodium bietet innerhalb seines Lebenszyklus verschiedene Ansatzpunkte für die Wirkung von Impfstoffen:
- Die sog. präerythrozytären Impfstoffe sind am weitesten entwickelt. Hierbei richtet der Impfstoff gegen die Parasiten in der Phase auf dem Weg von der Einstichstelle in die Leber (Sporozoiten) und während ihres Aufenthaltes in der Leber (Übergang vom Sporozoit zum Leberschizonten) – die Erreger befinden sich damit noch nicht in den Erythrozyten.

- Dagegen sollen erythrozytäre Impfstoffe (auch Blutstadienimpfstoffe, englisch: blood-stage vaccines)[7] gegen die Parasiten immunisieren, die sich in einer späteren Phase im Blut in asexueller Weise zyklisch vermehren (Merozoiten, Trophozoiten, Schizonten). Die bisher klinische erprobte Wirksamkeit ist niedrig.[8]

- Gegen die sexuellen Formen des Parasiten (Gametozyten, hierbei ist der Wirkort der Mückenmagen) werden sog. transmissionsblockierende Impfstoffe entwickelt. Im Gegensatz zu den präerythrozytären und erythrozytären Impfstoffen sollen diese Impfstoffe keine Immunantwort im Menschen auslösen, sondern die Übertragung auf den Menschen verhindern.[7]

- Schließlich kombinieren Multistadiumimpfstoffe (multistage vaccines) Impfstoffe mit Impfantigenen aus den verschiedenen Stadien des Zyklus des Marlariaerregers.

Allgemein kann auch die Art des Impfstoffes differenziert werden, beispielsweise wird zwischen Ganzzell- und Untereinheitenimpfstoffen (whole cell vaccines und subunit vaccines) sowie zwischen Tot- und Lebendimpfstoffen unterschieden.

## RTS,S

Aufbau der rekombinanten, virusähnlichen Partikel bei RTS,S

Der präerythrozytäre Impfstoff RTS,S (vermarktet als Mosquirix) besteht aus Teilen des Circumsporozoitproteins (CSP) aus P. falciparum, das an HBsAg gekoppelt wurde und einem Adjuvans, wodurch neutralisierende Antikörper induziert werden. Der Pharmakonzern GlaxoSmithKline (GSK) hat RTS,S zusammen mit der PATH Malaria Vaccine Initiative über einen Zeitraum von rund 30 Jahren entwickelt und erprobt. Die Bill & Melinda Gates Foundation finanzierte die Forschung mit. Die Effizienz liegt je nach Alter der geimpften Kinder zwischen 36,3 und 25,9 % bei drei Impfungen plus einer Boosterimpfung. Der Schutz ist dabei in den ersten 2 Jahren am größten und fällt kontinuierlich ab.
Die Pilotierung durch ein von der WHO koordiniertes Programm in Ghana, Kenia und Malawi startete 2019. Nach Pilotversuchen mit 800.000 Kindern, bei denen tödliche Krankheitsverläufe laut der WHO um 30 % zurückgegangen waren, sprach die WHO im Oktober 2021 eine Empfehlung für eine breite Anwendung von RTS,S bei Kindern in Subsahara-Afrika und in anderen Malaria-Regionen aus.
Für die reisemedizinische Praxis wird RTS,S aufgrund seiner mäßigen Wirksamkeit nicht empfohlen.

## Historie
Erste Impfversuche gegen Malaria wurden 1948 mit inaktivierten Merozoiten von Plasmodium falciparum durchgeführt. Jedoch existierte keine zuverlässige Methode zur Zählung der Plasmodien und die Nebenwirkungen des Adjuvans waren ausgeprägt. Ab 1967 wurden röntgenbestrahlte Sporozoiten von P. berghei eingesetzt, die zuvor aus den Speicheldrüsen infizierter Mosquitos isoliert worden waren. Eine Beschränkung der Methode war die Gewinnung ausreichender Mengen an Sporozoiten.
Als einer der ersten Impfstoffkandidaten wurde SPf66 (Serum Plasmodium falciparum version 66) in den 1990er Jahren ausgiebig in Endemiegebieten in Afrika, Asien und Südamerika erprobt. Bei SPf66 handelt es sich um einen erythrozytären, synthetischen Peptidimpfstoff, er wurde von Manuel Elkin Patarroyo und Kollegen an der Universidad Nacional de Colombia entwickelt. SPf66 besteht aus drei chemisch erzeugten Peptid-Epitopen aus P. falciparum von verschiedenen Malariaproteinen der asexuellen Entwicklungsphase im Blut. Die Peptide sind durch die Linkersequenz Pro-Asn-Ala-Asn-Pro (PNANP) aus dem Circumsporozoitprotein von P. falciparum verbunden. In klinischen Versuchen zeigte der Impfstoff aber eine unbefriedigende bzw. gar keine Wirkung. Zudem trat bei geimpften Kindern mit hohen Antikörpertitern gegen SPf66 bis zu 2 Jahre nach Impfung häufiger Malaria auf als bei ungeimpften Kinder.

## Impfstoffe in der Entwicklung

### Lebendimpfstoffe
In den 1970er Jahren wurde bei röntgenbestrahlten Sporozoiten beobachtet, dass diese zur Ausbildung einer sterilen Immunität führen. Dies passiert auch bei natürlich vorkommenden Sporozoiten. Sporozoiten werden während des Blutsaugens einer infizierten Anophelesmücke übertragen. Für einen praktischen Einsatz als Impfstoff müssen Sporozoiten aber auf ihre Entwicklungsphase in der Leber beschränkt werden, damit sich eine u. U. lebensgefährliche Erkrankung klinisch nicht manifestiert und Malaria nicht ausbricht (Parasitämie). Das Arretieren in der präerythrozytären Entwicklungsphase kann chemoprophylaktisch durch malariaspezifische Medikamente, durch Röntgenbestrahlung der Sporozoiten (Attenuierung) oder via gentechnische Verfahren erreicht werden.
Für die Herstellung solcher Impfstoffe müssen daher lebende Sporozoiten isoliert werden, die aus den Speicheldrüsen infizierter Anophelesmücken stammen – eine in-vitro-Kultivierung ist nicht möglich. In Labors werden hierfür Anophelesmücken gezüchtet, mit Plasmodien infiziert, die herangereiften Sporozoiten aus den Mücken extrahiert, gereinigt und dann für die weitere Verwendung bzw. den Transport eingefroren.
Selbst wenn Impfstoffe mit Ganzzellsporozoiten eine hohe Wirksamkeit zeigen sollten, wirken sich verschiedene Faktoren für eine breite Anwendung bzw. eine Aufnahme in nationalen Impfprogramme malariaendemischer Länder sehr nachteilig aus. So ist die Herstellung des Impfstoffes aufwendig und teuer, außerdem muss er bei −180 °C in flüssigen Stickstoff gelagert bzw. transportiert werden (Kühlkette). Herausfordernd ist zudem die Art der Impfung, sie erfolgt im Gegensatz zu vielen (Tot-)Impfstoffen intravenös (direct venous inoculation).

#### PfSPZ
Seit 2003 wird der präerythrozytäre Impfstoff PfSPZ des Herstellers Sanaria Inc. (Rockville) untersucht, bestehend aus röntgenbestrahlten Sporozoiten von P. falciparum; er wird intravenös injiziert. Der Impfstoffname setzt sich zusammen aus dem Namen des Parasiten, gegen den er gerichtet ist (Pf), sowie dessen Entwicklungsphase als Sporozoit (SPZ).  Der Impfschutz wird durch zytotoxische T-Zellen vermittelt. Nach positiven Ergebnissen im Labor sollte im Jahr 2020 eine Studie mit 2.100 Teilnehmern auf Bioko starten.

#### PfSPZ-CVac
Im Juli 2021 wurden die Ergebnisse einer Phase-I-Studie mit einem PfSPZ-CVac genannten Lebendimpfstoff (ebenfalls des Herstellers Sanaria Inc.) veröffentlicht. Der Impfstoff enthält ebenso wie PfSPZ die Sporozoiten von P. falciparum. Anders als bei PfSPZ werden die kryokonservierten Erreger hier nicht bestrahlt und sind daher vermehrungsfähig. Das mit dem Verabreichen eines Lebendimpfstoffs (intravenös, „Vac“) verbundene Infektionsrisiko soll stattdessen mit einer gleichzeitigen medikamentösen Chemoprophylaxe („C“) unterbunden werden. In der einer kleinen Phase-I-Studie wurden Pyrimethamin und Chloroquin als Chemoprophylaxe verwendet.

#### PfGAP3KO
Bei dem Impfstoffkandidaten PfGAP3KO wurden die Sporozoiten von P. falciparum gentechnisch so verändert, dass sie sich nicht mehr in der Leber vermehren können. In der Literatur werden die so attenuierten Sporozoiten als genetisch attenuierte Parasiten (genetically-attenuated parasites, GAP) bezeichnet. Bei PfGAP3KO wurden die drei Gene p52, p36 und sap1 inaktiviert (Gen-Knockout), daher „3KO“.

### mRNA-Impfstoffe
Unterstützt von der Bill & Melinda Gates Foundation kündigte CureVac im Jahr 2018 an, einen mRNA-basierten Impfstoff zu erforschen, der ebenfalls auf Plasmodium falciparum abzielt. mRNA-Impfstoffe haben den Vorteil, bei Mutationen schnell angepasst werden zu können. 2021 kündigte mit BioNTech ein weiteres Unternehmen die Entwicklung eines Malaria-Impfstoffs auf mRNA-Basis an. Am 23. Dezember 2022 gab das Unternehmen den Start einer klinischen Prüfung der Phase I zu seinem Malariaimpfstoff BNT165b1 bekannt.

### R21/Matrix-M

Vergleich der Konstrukte RTS,S und R21, die aus Teilen des Circumsporozoitenproteins und HBsAg zusammengesetzt sind.

R21/Matrix-M ist eine Weiterentwicklung von RTS,S, kombiniert mit einem Saponin-Adjuvans (Matrix-M) des Unternehmens Novavax. Im Vergleich zu RTS,S ist der Anteil des verwendeten Circumsporozoitenprotein (CSP)-Antigens gegenüber dem ebenfalls enthaltenen Hepatitis-B-Antigen größer.
Im September 2022 wurden die Daten des Impfstoffkandidaten R21/Matrix-M in einer Phase-I/IIb-Studie an 5 bis 17 Monate alten Säuglingen und Kleinkindern ausgewertet. Hierbei sind vierfach geimpfte Kinder (Boosterimpfung ein Jahr nach dreifacher Grundimmunisierung) ca. 80 Prozent besser vor Erkrankungen geschützt als Probanden in der Kontrollgruppe (Tollwutimpfstoff Rabivax-S). Damit überschreitet R21/Matrix-M erstmals eine von der WHO gesetzten Schwelle von 75 % Wirksamkeit.
Die Wirksamkeit und Verträglichkeit des Impfstoffkandidaten wird in einer Phase-III-Studie mit 4800 Probanden an fünf Orten in Ost- und Westafrika untersucht. In Ghana, Nigeria und Burkina Faso wurde 2023 der Impfstoff für Kinder von 5 bis 36 Monaten zugelassen. Anfang Oktober 2023 empfahl die WHO den Einsatz des Impfstoffes, die WHO-Präqualifizierung erfolgte Ende 2023.

### Monoklonale Antikörper
Bei CIS43LS handelt es sich um einen langlebigen, monoklonalen Antikörper, der sich gegen CSP richtet und intravenös verabreicht wird. Durch die positiven Studienergebnisse wurde die Variante L9LS zur subkutanen Injektion entwickelt, der CSP an einem anderen, hoch konservierten Epitop erkennt und sich in klinischer Prüfung befindet. 

## Immunologie
Experimentelle Ansätze untersuchen im Zuge der Impfstoffentwicklung als Antigene unter anderem CSP, MSP-1, PfEMP1, RIFIN, STEVOR, SURFIN, EBA, Vertreter der Retikulozytenbindungsproteinhomologe (z. B. PfRh5), Pfs25. Antigene des Leberstadiums der Plasmodien sind z. B. LSA-3, STARP und SALSA. Experimentelle Anwendungsformen umfassen DNA-Impfstoffe und fliegende Spritzen.
Als weiterer Kandidat für einen Impfstoff auf Basis gentechnisch veränderter Plasmodien bietet sich das Gen „upregulatedin infective sporozoites gene 3“ (UIS3) an. UIS3 ist für die Infektion des frühen Leberstadiums essentiell. Zwar können Sporozoiten ohne dieses Gen (ΔUIS3) die Hepatozyten infizieren. Sie vermögen aber keine Infektionen im Blutstadium zu verursachen und damit Malaria klinisch zu manifestieren.